# زید بن خطاب
زید بن خطاب (به عربی: زيد بن الخطاب) (متوفی ۶۳۲ میلادی، ۱۲ هجری قمری) از اصحاب محمد پیامبر اسلام بشمار می‌آمد. و برادر عمر بن خطاب، دومین خلیفه راشدین بود.وی در جنگ بدر، جنگ احد، غزوه خندق و همه نبردها به همراه رسول خدا شرکت کرد.
وی در نبرد یمامه در دوران ارتداد و پیامبران دروغین،تحت فرماندهی خالد بن ولید کشته شد

## زندگینامه
او پسر خطاب بن نفیل، از اعضای طایفه بنو عدی از قبیله قریش در مکه و مادرش اسما بنت وهب از قبیله بنی اسد بود. او از برادرش عمر بزرگتر بود. از او به عنوان «یک مرد تاریک چهره و بسیار قد بلند» یاد می‌شود.
او به برادرش عمر بن خطاب فرصتی داد تا با کاروان تجاری قریش برود و با تجار سوریه معامله کند و همیشه به عمر مهربانی و محبت نشان می‌داد. او مدتی قبل از آگوست ۶۱۶ مسلمان شد.